# Joutseno
Joutseno é uma antiga localidade e um município da Finlândia, localizado no leste do país.